# Autoroute A66
L’autoroute A 66 è un'autostrada francese che collega l'A61 (incrocio a Montesquieu-Lauragais) a Pamiers, da dove è continuata dall'ultimo tratto della N20.